# Генріх Німеєр
Генріх Німеєр (нім. Heinrich Niemeyer; 15 червня 1910, Веттін-Лебеюн — 1 листопада 1991) — німецький офіцер-підводник, оберлейтенант-цур-зее крігсмаріне. Кавалер Німецького хреста в золоті.

## Біографія
У жовтні 1939 року вступив на флот. З червня 1940 року — вахтовий офіцер і виконувач обов'язків командира човна 15-ій флотилії форпостенботів. З вересня 1942 по лютий 1943 року пройшов курс підводника. З лютого 1943 року — 1-й вахтовий офіцер на підводному човні U-515. З 16 квітня по 31 грудня 1944 року — командир U-547, на якому здійснив 2 походи (разом 142 дні в морі), з 15 квітня по 5 травня 1945 року — U-1233. 8 травня 1945 року взятий в полон британськими військами.
Усього за час бойових дій потопив 3 кораблі загальною водотоннажністю 9121 тонн.
| Дата           | Назва корабля      | Тип                | Тоннаж | Вантаж                                                                  | Екіпаж | Загинули | Країна             |
| -------------- | ------------------ | ------------------ | ------ | ----------------------------------------------------------------------- | ------ | -------- | ------------------ |
| 14 червня 1944 | HMS Birdlip (T218) | Допоміжний траулер | 750    |                                                                         | 53     | 37       | Британська імперія |
| 14 червня 1944 | Saint Basile       | Торговий пароплав  | 2,778  | Генеральні вантажі, включаючи деревину                                  | 64     | 6        | Франція            |
| 2 липня 1944   | Bodegraven         | Торговий пароплав  | 5,593  | 4589 тонн генеральних вантажів і продуктів харчування та 2512 тонн міді | 111    | 9        | Нідерланди         |

## Звання
- Кандидат в офіцери (16 вересня 1939)
- Фенріх-цур-зее (1 липня 1940)
- Оберфенріх-цур-зее (1 липня 1941)
- Лейтенант-цур-зее (1 березня 1942)
- Оберлейтенант-цур-зее (1 лютого 1944)

## Нагороди
- Залізний хрест
  - 2-го класу (26 квітня 1940)
  - 1-го класу (15 червня 1941)
- Нагрудний знак мінних тральщиків (28 листопада 1940)
- Нагрудний знак «За поранення» в чорному (12 червня 1941)
- Нагрудний знак підводника (25 червня 1943)
- Німецький хрест в золоті (20 серпня 1944)
- Фронтова планка підводника
  - в бронзі (7 жовтня 1944)
  - в сріблі (28 березня 1945)